# Caladenia hillmanii
Caladenia hillmanii é uma espécie de orquídea, família Orchidaceae, de New South Wales, na Austrália, onde cresce isolada, em grupos pequenos, ocasionalmente em touceiras, em charnecas, florestas de eucaliptos, e bosques. Apresentam calos com ápices grandes e globulares, os basais maiores e de cores diferentes dos distais. São plantas com uma única folha basal pubescente muito estreita e uma inflorescência rija, fina e pubescente, com até cinco flores pubescentes, com labelo trilobulado. Normalmente suas sépalas laterais e pétalas ficam todas dispostas para um mesmo lado como os dedos da mão.

## Publicação e sinônimos
- Caladenia hillmanii D.L.Jones, Muelleria 8: 181 (1994).

Sinônimos homotípicos:
- Petalochilus hillmanii (D.L.Jones) D.L.Jones & M.A.Clem., Orchadian 13: 410 (2001).